# 法屬剛果
法屬剛果（法語：Congo français），在1903年後又稱為中央剛果（法語：Moyen-Congo），是法國在非洲建立的一個殖民地政權，該領域涵蓋現今的剛果共和國、加彭、中非共和國等地。該政權在1882年建立，並在1910年與法屬查德、法屬加彭、烏班吉沙立共組成法屬赤道非洲殖民政府。

## 歷史
1880年9月10日，法國人在布拉薩市建立據點，並以保護巴特克人為理由，將剛果河以北領域建立保護領地。 1882年11月30日，法國人於此處建立名為法屬剛果的殖民政權。1884年到1885年的柏林西非會議期間，法屬剛果正式受到歐洲列強承認。
法屬剛果的邊界與葡屬卡賓達、德屬喀麥隆，以及比利時王領剛果自由邦為鄰。為了執行發展殖民地計劃，當局向30家法國公司作出大量讓利措施，授予其大量的土地，回應這些公司開發的承諾。然而這種開發卻很有限，主要開發項目包含象牙、橡膠、木材等。 這些開發行為經常涉及到極大地野蠻行徑，以及奴役當地人民。然而既使當地政權祭出這些措施，大多數投資的公司仍虧錢，只有10家公司有賺取利潤。許多公司的大量股份只存在於紙上，卻幾乎沒有在非洲實質存在過。
1891年，法屬加彭併入法屬剛果後 ，其政權名稱又經常被稱為法屬加彭-剛果（Gabon-Congo）。1903年後，該政權正式改名為中央剛果（Middle Congo）。1906年，加彭從中央剛果分離。1910年，法國採用法屬西非建立模式，將剛果、查德、加彭、烏班吉沙立共四個法屬地區共同組成法屬赤道非洲殖民政府。
1911年因應阿加迪爾危機制訂的費茲條約，法屬剛果割出部份領土列入德屬新喀麥隆。
第一次世界大戰結束後，聯合王國與法國分治國聯二等託管地：德屬喀麥隆，法屬剛果收回先前割予德屬新喀麥隆的領土。
1906年，對法屬剛果的研究報告《法屬剛果的殖民擴張》（L’Expansion coloniale au Congo français）在馬賽舉行的殖民地展覽上出版。

## 歷任總督
以下為法屬剛果重組成中央剛果期間的歷任總督：
- 皮埃爾·薩沃尼昂·德·布拉薩（1883年1月–1897年）
- 路易士·阿爾伯特·吉洛德（法语：Louis Albert Grodet）（1897年–1898年）
- 亨利·費利克斯·德·拉莫特（法语：Henri Félix de Lamothe）（1898年–1901年）
- 埃米尔·让蒂（英语：Emile Gentil）（1901年–1903年）

## 延伸閱讀
- Petringa, Maria. Brazza, A Life for Africa. Bloomington, IN: AuthorHouse, 2006. ISBN 978-1-4259-1198-0.  Describes Pierre Savorgnan de Brazza's extensive explorations of what became French Congo, and later, French Equatorial Africa.

## 外部連結
- 维基共享资源上的相關多媒體資源：法屬剛果